# Les mil i una nits
Les mil i una nits o tradicionalment Les mil i una nit (àrab: ألف ليلة وليلة, Alf layla wa-layla; persa: هزار و یک شب, Hazār-o yak xab) és el nom que rep una antologia de contes orientals de tradició oral escrits en àrab. És un recull de narracions provinents de la rondallística índia, iraniana, de l’antic Egipte, grega i hebrea. El recull es va iniciar probablement cap al segle ix i va cristal·litzar cap al segle xv. A partir de 1704, Antoine Galland, orientalista francès erudit i amant de les antiguitats, va publicar la seva versió francesa de part del corpus que circulava en el món àrab amb el títol Alf layla wa-layla. Va ser el primer episodi d'un procés de difusió i popularització que trobaria en els països d'Europa camp adobat. Un procés que, de retruc, va dur la cultura àrab a començar a apreciar aquell univers literari, fins aleshores considerat menyspreable i vulgar. Les mil i una nits constitueix l'univers literari més important que la tradició àrab i el patrimoni cultural oriental han donat a la cultura universal.

## Context
El nucli d'aquestes històries és format per un antic llibre anomenat Hazar Afsana (Els mil mites, persa: هزارافسانه). El compilador i traductor d'aquestes històries a l'àrab fou, suposadament, Abu-Abd-Al·lah Muhàmmad ibn Abdús al-Jahxiyarí, que visqué en el segle ix. La primera compilació aràbiga moderna, elaborada amb materials egipcis, es publicà al Caire l'any 1835.
Les històries són molt diferents, inclouen faules, històries d'amor, tragèdies, comèdies, poemes, paròdies i llegendes religioses musulmanes. Algunes de les històries han adquirit fama pròpia i de vegades es publiquen per separat i es prenen com a representatives de tot el recull, com ara Aladí i la llàntia meravellosa, Sindbad el marí i Alí Babà i els quaranta lladres; per bé que Aladí i Ali Babà no figuraven als manuscrits més antics i van ser afegits a la compilació en el segle xviii pel traductor francès Antoine Galland. En moltes històries, es representen genis, esperits fantàstics, mags i llocs llegendaris que són barrejats amb persones i llocs reals; l'històric califa Harun ar-Raixid és un protagonista usual. Sovint, algun personatge comença a narrar una història pròpia d'altres personatges, i aquesta història pot incloure una altra història dins seu, cosa que resulta en una textura narrativa jeràrquica.
El reduït marc geogràfic en què es desenvolupa l'acció contrasta amb el gran nombre de personatges i esdeveniments que hi intervenen (des d'històries del rei Salomó d'Israel, dels reis de l'antiga Pèrsia i Mesopotàmia o d'Alexandre el Gran fins a les protagonitzades per musulmans —Mussa ibn Nussayr i diversos califes i soldans—).
Així mateix, com ja s'ha indicat, els gèneres literaris utilitzats són nombrosos i variats, i hi són presents històries de tipus fantàstic, llegendes (sovint de l'Aràbia preislàmica, com la d'Hàtim at-Taí), novel·la (cas de la història d'Úmar ibn an-Numan i els seus fills), contes didàctics, humorístics (com el d'Abu-l-Hàssan i el dorment despert), faules, etc. En els de temàtica pròpiament musulmana, destaquen les influències iraquianes (cicle eròtic d'Harun ar-Raixid o el conte de Sindbad el marí), turques (el cicle d'Alí Babà) i de l'Egipte mameluc (narracions incloses entre els segles xii i xv).

## Estructura

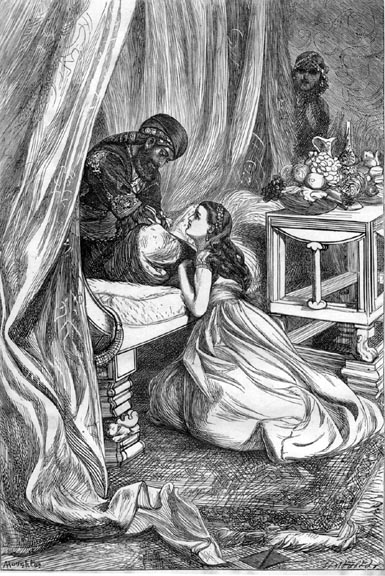
El soldà commuta la pena de Xahrazad

Les mil i una nits i alguns dels seus contes fan ús de moltes tècniques literàries innovadores que els narradors dels contes utilitzen per a dotar-los d'un major dramatisme, suspens, o d'altres emocions. Com ja s'ha indicat, alguns d'aquests contes es remunten a l'antiga literatura persa, índia i àrab, mentre que d'altres són originals del llibre.

### Història marc
L'estructura del llibre té una història principal que en serveix de marc a totes les altres, un esquema molt comú en les antologies de relats breus fins al segle xx. El concepte d'història marc es remunta a l'antiga literatura sànscrita, i es va introduir en la literatura persa i àrab amb el Pañchatantra. La història marc de Les mil i una nits és la següent: el rei sassànida Xahriar fa executar la seva dona perquè li ha estat infidel amb un esclau negre. Creient que totes les dones són igual d'infidels, ordena al seu visir d'aconseguir-li una noia verge cada nit per desflorar-la i després fer-la matar l'endemà al matí. Durant tres anys ho fa, fins que totes les noies fugen de la ciutat i ja no en queda cap. Llavors la filla del visir, Xahrazad, trama un pla amb la seva germana petita Duniazad i el porta a terme: s'ofereix com a esposa del rei i la primera nit aconsegueix de fer invitar Duniazad a l'alcova reial per tal d'acomiadar-se'n. Duniazad demana a sa germana que expliqui un conte, però es fa de dia abans d'acabar-lo. El rei també ha escoltat i ha quedat captivat pel conte, i com que Xahrazad promet el final per a la nit següent, posposa l'execució. Ara bé, la nit següent, després d'acabar el primer conte, Xahrazad en comença un altre igual d'interessant que l'alba també interromp, i la història es repeteix durant mil nits. Hi ha diverses versions del final de la història marc però en totes Xahriar abandona el seu mal costum i Xahrazad se salva.
A conseqüència d'aquesta història marc, en la majoria de manuscrits i edicions Les mil i una nits no es divideix segons els contes que conté sinó en capítols anomenats «nits» i acabats amb la frase «L'arribada de l'alba sorprengué Xahrazad i aleshores callà». La durada d'aquests capítols és variable, de vegades només un parell de pàgines, i la seva divisió és sovint arbitrària: no sempre interrompen el conte al punt de màxima intriga. També la llargada dels diferents contes narrats per Xahrazad és variable: n'hi ha de breus que duren només un parell de nits i d'altres de molt més extensos que arriben a ser (en casos com Umar Annuman) autèntiques novel·les.

### Història dins d'una història
Les mil i una nits és, també, un dels exemples més primerencs i coneguts d'«història dins d'una història dins d'una història». La història general és narrada per un narrador desconegut, i en aquesta narració, les històries les explica Xahrazad. Ara bé, en la majoria dels contes de Xahrazad hi ha personatges que també expliquen històries, i fins i tot dins d'aquestes, encara n'hi ha d'altres, creant una estructura narrativa jeràrquica de diversos nivells. Aquest recurs es dona particularment en el cas de «Sindbad el marí», història narrada per Xahrazad. En aquest conte, Sindbad narra al seu torn les aventures dels seus set viatges a Sindbad el Bastaix. Aquesta tècnica també s'utilitza, amb gran efecte, en històries com «Les tres pomes» i «Els set visirs». En un altre conte narrat per Xahrazad, «El pescador i el geni», es narra la «Història del rei Iunan i el savi Ruian», i a dins se n'hi expliquen tres contes més. Aquesta tècnica es remunta a les tradicions narratives perses i índies, més antigues, i ja es troba en el mencionat Pañcha Tantra de l'antiga literatura sànscrita. Les Nits, però, millora el Pañcha Tantra de diverses maneres, sobretot en la forma en què s'introdueix una història. En el Pañcha Tantra, les històries es presenten com a analogies didàctiques, amb la història marc referint-s'hi amb diferents variants de la frase «Si no ets acurat, el que ha passat amb el poll i la puça et pot passar a tu». En Les mil i una nits, aquest marc didàctic és la manera menys habitual d'introduir la història; sovint, la introducció és més subtil, en concret com a resposta a les preguntes formulades en un conte anterior. A més, la relació entre el conte subordinat i el conte marc és molt variable; sovint el lligam és directe, com quan un personatge explica la seva història als altres. Això fa que de vegades no sapiguem si es tracta d'un conte subordinat o d'una digressió llarga, cosa que incrementa la cohesió del conjunt i dificulta comptar el nombre total de contes.

### Poesia
Tot i que les Nits estan escrites en prosa, els manuscrits i les edicions àrabs contenen una gran riquesa de versos encastats en la narració de molts contes que no totes les traduccions occidentals han respectat. La majoria dels versos són anònims, bé que alguns són citacions de poemes famosos i se n'ha pogut identificar l'autor. El poeta Abú Nuwàs és el protagonista d'alguns contes i en aquests, per exemple Harun Ar-Raixid i Zubaida, la poesia pot arribar a ser el tema central. Els narradors dels contes utilitzen el vers per fer descripcions detallades, generalment de la bellesa dels personatges.

En un exemple típic, a la nit 16 (edició Bulaq) la primera noia del conte El camàlic, les noies i els vagabunds descriu la bellesa d'un noi citant aquest poema:
Quan aquell vespre el bon astròleg el seu horòscop va observar,
el cos fimbrant del formós noi dins el vestit va imaginar.
Saturn li havia rinxolat la seva negra cabellera.
L'almesc li havia concedit la gràcil piga juganera.
La vermellor de les galtes era una ofrena de Mart.
Les vires de les pestanyes llançava Sagitari amb l'arc.
De Mercuri n'era el do l'enginy despert i abundós.
L'estel Suhà el protegia d'ulls malvats i acusadors.
Quedà l'astròleg corprès del que en els astres llegia:

potser la Lluna tot d'una el sòl per ell besaria.
De vegades el mateix poema és utilitzat en més d'un conte. Per exemple, a Les tres pomes aquests versos són repetits per Jàfar a la nit 20 per descriure l'efecte que fa Hassan Badraddín en la seva audiència amb el soldà. D'altra banda, molt sovint els personatges parlen en vers, canten o reciten versos, i en aquests casos la relació dels versos amb la trama és molt més directa i específica. Els usos inclouen, però no es limiten a:
- Assessorar i advertir.
- Elogiar a Déu, els béns i els poder.
- Demanar pietat i perdó.
- Lamentar decisions equivocades o mala sort.
- Proporcionar endevinalles, plantejar preguntes, reptes.
- Criticar elements de la vida, preguntant-se.
- Expressar sentiments als altres o a un mateix: felicitat, tristesa, ansietat, sorpresa, ira, nostàlgia.

## Temes i tècniques

### Visualització dramàtica
La visualització dramàtica es pot definir com «la representació d'un objecte o personatge amb abundància de detalls descriptius, o la representació mimètica dels gestos i el diàleg de manera que una audiència pugui visualitzar o imaginar millor una escena». Aquesta tècnica es remunta a Les mil i una nits. Un exemple d'aplicació d'aquest recurs el trobem en el conte de «Les tres pomes» (vegeu: Novel·la negra, més avall).

### El destí
Un tema comú en molts dels contes de Les mil i una nits és el destí. El cineasta italià Pier Paolo Pasolini va observar:
| « | Cada conte de Les mil i una nits comença amb una 'aparença de destí' que es manifesta mitjançant una anomalia, i una anomalia sempre en genera una altra. Per tant, s'estableix una cadena d'anomalies. I com més lògica, ben lligada, i essencial sigui la cadena, més bella és la història. Per "bella" vull dir vital, absorbent i estimulant. La cadena d'anomalies sempre tendeix a tornar a la normalitat. El final de cada història de Les mil i una nits es compon d'una "desaparició" del destí, que s'enfonsa de nou en la somnolència de la vida quotidiana ... El protagonista de les històries és en realitat el mateix destí. | » |

Encara que invisible, el destí pot ser considerat un dels personatges principals de Les mil i una nits. Els trucs narratius que s'utilitzen sovint per presentar aquest tema són la coincidència, la retrocausalitat, i la profecia autorealitzada (vegeu: Anticipació, més avall).

### Anticipació
El primer exemple de la tècnica d'anticipació de designació repetitiva, que ara es coneix com «la pistola de Txékhov», es dona en Les mil i una nits. Aquesta tècnica es pot definir com «referir-se repetidament a algun personatge o objecte que sembla insignificant quan es menciona per primera vegada, però que torna a aparèixer més tard amb un fort impacte sobre la narració». Un exemple notable se'n troba en el conte de «Les tres pomes».
Una altra tècnica d'anticipació que també s'empra per primer cop en Les mil i una nits són els «patrons formals», és a dir, «l'estructuració dels esdeveniments, accions i gestos que constitueixen la narració i li donen forma; si es fa bé, aquesta estructuració permet al lector d'obtenir el plaer de discernir i preveure l'estructura de la trama mentre es va desenvolupant».
Una altra forma d'anticipació és la profecia autorealitzada, que es remunta a la història de Krixna a l'antiga literatura sànscrita. Diversos contes en Les mil i una nits empren aquest recurs per a prefigurar el que passarà, com una forma especial de prolepsi literària. Un exemple notable n'és «L'home arruïnat que es va tornar a enriquir mitjançant un somni», en la qual un home somia que ha d'abandonar la seva ciutat natal de Bagdad i viatjar al Caire, on descobrirà on es troba un tresor amagat. L'home hi viatja, però acaba a la presó, on li explica el seu somni a un policia. El funcionari es burla de la idea dels somnis premonitoris i li diu al protagonista que ell mateix va tenir un somni sobre una casa amb un pati i una font a Bagdad, on un tresor està enterrat sota la font. L'home reconeix el lloc com la seva pròpia casa i, després que se l'allibera de la presó, torna a casa i hi troba el tresor. Per tant, el somni premonitori no sols havia predit el futur, sinó que el somni era la causa que feia que s'acomplís la predicció. Es troben variants d'aquesta història posteriorment en el folklore anglès (el firaire de Swaffham) i en L'alquimista de Paulo Coelho.
Una altra variació de la profecia que es compleix es pot veure en «La història d'Attaf», en què Harun ar-Raixid consulta la seva biblioteca (la casa de la Saviesa), llegeix un llibre a l'atzar, «es posa a riure i plorar i fa sortir el seu visir» Jàfar ibn Yahya. Jàfar, pertorbat i molest, fuig de Bagdad i va a Damasc, on viu un reguitzell d'aventures, amb l'Attaf del títol, i una dona amb qui al final Attaf es casa. Després de tornar a Bagdad, Jàfar llegeix el mateix llibre que va fer plorar i riure a Harun, i descobreix que s'hi descriuen les seves aventures amb Attaf. En altres paraules, la lectura del llibre per part d'Harun havia provocat les aventures que s'hi descrivien. Aquest és un exemple precoç de la causalitat inversa. Cap al final del conte, Attaf és condemnat a mort per un crim que no havia comès, però Harun, que sap la veritat perquè ha llegit el llibre, impedeix l'execució de la sentència i allibera Attaf. En el segle xii, aquest conte es va traduir al llatí per Petrus Alphonsi, que el va incloure en el llibre Disciplina Clericalis, junt amb les històries de Sindbad el marí. En el segle xiv, una versió de «La història d'Attaf» també apareix en la Gesta Romanorum i en el Decameró de Giovanni Boccaccio.

### Repetició
La repetició de paraules feta expressament en una determinada obra literària «expressa, en general, un motiu o un tema important en la història». Aquesta tècnica apareix per primer cop en Les mil i una nits, que connecta diversos contes en un cicle d'històries. Els narradors dels contes empren aquesta tècnica per tal d'«agrupar els elements constituents dels cicles d'històries en un conjunt coherent».
Així mateix, s'empra un tema director, que és «la distribució dels conceptes i temàtiques recurrents amb motius moralistes entre els diversos incidents i els marcs d'una història. En un conte hàbilment elaborat, aquests dibuixos temàtics es poden organitzar per tal de posar en relleu la unificació de les principals tesis o idees que els esdeveniments dispars i diferents marcs tenen en comú».
Diferents variants de la història de la «Ventafocs», que tenen el seu origen en la història Rhodopis d'Egipte, figuren en Les mil i una nits, entre aquestes «La segona història de Xaykh», «El conte de la dama vella» i «Abdal·lah ibn Fàdil i els seus germans», totes aquestes versen sobre el tema d'un germà petit assetjat per dos germans majors gelosos. En «Júdar i els seus germans», s'aparta dels finals feliços de les variants anteriors, donant-li un tràgic final, amb el germà petit enverinat pels seus germans grans.

### Sàtira i paròdia
Les Nits contenen molts exemples d'humor sexual. Alguns d'aquests passen la frontera de la sàtira, com en el conte anomenat «Ali amb el membre gran», que es burla de l'obsessió amb la mida del penis masculí.
La repetició també es fa servir com a artifici humorístic. Xahrazad continua un conte relativament seriós amb una versió humorística i més vulgar d'aquest. Per exemple, «L'aventura del carnisser Warda amb la dama i l'os» és paral·lela a «La filla del rei i el mico», «Harun ar-Raixid i les dues nenes esclaves» amb «Harun ar-Raixid i les tres nenes esclaves», i «L'àngel de la mort amb l'orgullós rei i l'home devot» amb «L'àngel de la mort i el rei ric». S'ha proposat que aquests parells de contes estan deliberadament destinats a ser utilitzats com a exemples d'autoparòdia, encara que això suposa un major grau de control editorial per part d'un sol escriptor de la història que el que sembla indicar la col·lecció en el seu conjunt.

### Narrador poc fiable
El recurs del narrador poc fiable es fa servir en diversos contes de ficció medieval àrab dins Les mil i una nits. En un conte, «Els set visirs», una cortesana acusa un fill del rei d'haver-la assaltat, quan en realitat ella no havia aconseguit seduir el noi (inspirat en l'Alcorà, història bíblica de Yusuf/Josep). Els set visirs intenten salvar la vida del príncep narrant set històries per demostrar la manca de fiabilitat de les dones, i la cortesana respon de nou per narrar una història per demostrar la manca de fiabilitat dels visirs. Aquest recurs també és present en els contes: «Les tres pomes», en què s'empra per a generar suspens, i en «La història del geperut», en què s'empra per a generar humor.

### Novel·la negra
La primera història de misteri coneguda i història de suspens amb múltiples girs d'argument i elements de novel·la detectivesca va ser «Les tres pomes», també coneguda com a Hikayat al-sabiyya 'l-muqtula ('el conte de la jove assassinada'), un dels contes narrats per Xahrazad en Les mil i una nits. En aquest conte, un pescador descobreix un bagul tancat molt pesant al riu Tigris i el ven al califa abbàssida, Harun ar-Raixid, que el fa obrir i hi troba el cadàver d'una jove tallada a trossos. Harun ordena al seu visir, Jàfar ibn Yahya, que resolgui el crim i trobi l'assassí en tres dies, o si no el farà executar a ell. Aquest misteri es pot considerar com un arquetip per a la ficció detectivesca. Jàfar, però, no troba el culpable abans del termini. Quan Harun està a punt de fer executar Jàfar pel seu fracàs, hi ha un gir inesperat en l'argument quan apareixen dos homes, un jove ben plantat i un vell, i cadascun d'ells afirma ser l'assassí. Tots dos homes discuteixen i es tracten de mentiders mentre intenten assumir la responsabilitat de l'assassinat. Això continua fins que el jove demostra que és l'assassí descrivint detalladament el bagul on s'havia trobat la jove.
El jove revela que era el marit de la morta i el vell n'era pare, que provava de salvar el seu gendre assumint la culpa. Harun exigeix saber els motius de l'assassinat de la seva dona, i el jove els explica en forma de salt enrere dels esdeveniments previs al descobriment del bagul tancat. La descriu com una esposa perfecta i mare dels seus tres fills, i descriu com una vegada va demanar una poma rara quan estava malalta. Llavors, descriu el seu viatge de dues setmanes a Bàssora, on troba tres pomes que li havia demanat a l'hort del califa. En tornar a Bagdad, troba que ja no es vol menjar les pomes a causa de la seva malaltia. Quan torna a la feina a la seva botiga, descobreix un esclau que passa amb la mateixa poma. Li demana d'on l'ha treta i l'esclau contesta que l'ha rebuda de la seva estimada, que tenia tres pomes d'aquestes perquè el seu marit les hi havia portades després d'un viatge de mig mes. El jove va sospitar que la seva dona li era infidel, va córrer cap a casa, i va exigir saber quantes pomes hi quedaven. En trobar que en faltava una, va treure un ganivet i la va matar. Llavors, descriu com va temptar d'eliminar les proves esquarterant-ne el cos, embolicant-lo en moltes capes de xals i catifes, amagant el seu cos en un bagul tancat, i abandonant-lo al riu Tigris. Però, encara hi ha un altre gir inesperat quan torna a casa i el seu fill li confessa que havia robat una de les pomes, i un esclau la hi havia presa i havia marxat corrents. El noi també confessà que l'hi havia explicat a l'esclau el viatge del seu pare per trobar les pomes. Pel sentiment de culpabilitat, el jove acaba la seva història demanant a Harun que l'executi pel seu assassinat injust. Harun, això no obstant, refusa de castigar el jove perquè el comprèn, i en canvi assigna una altra missió a Jàfar: trobar l'esclau mentider que havia provocat la tragèdia en tres dies, o ser executat si fracassa.
Jàfar torna a fracassar en la recerca del culpable abans que no passi el termini. A la data límit, el convoquen per ser executat. Mentre s'acomiada de tots els membres de la seva família, abraça l'última a la seva filla més petita. És, llavors, per casualitat, que descobreix un objecte rodó a la seva butxaca, i ella mostra que és una poma amb el nom del califa escrit. En el gir final de la història, la noia revela que l'hi havia portat el seu esclau, Rayhan. És així que Jàfar s'adona que el culpable havia estat el seu propi esclau. Llavors, troba Rayhan i resol el cas. Jàfar, però, suplica a Harun que perdoni el seu esclau i, a canvi, li narra el «Conte de Nuraddín Alí i el seu germà Xamsaddín».
«Les tres pomes» va inspirar La poma daurada (Der Goldene Apfel) (1897), d'Hugo von Hofmannsthal. També s'ha observat que el flashback que explica el jove en «Les tres pomes» s'assembla a la part final de l'Otel·lo (1603) de Shakespeare, que alhora estava basat en «Un capitano moro», un conte dels Gli Hecatommithi (1565) de Giovanni Battista Giraldi.
Un altre conte de Les mil i una nits amb elements de misteri és el cicle d'històries «El conte del geperut» que, al contrari de «Les tres pomes», és més aviat una comèdia de misteri i judicial. La història està situada en una Xina fictícia, i comença amb un geperut, el comediant favorit de l'emperador, a qui una parella de sastres convida a sopar. El geperut s'escanya amb el menjar de tant de riure i la parella, temorosos de la fúria de l'emperador, porten el seu cos a la clínica d'un metge jueu i l'hi deixen. Això porta al següent conte del cicle, el «Conte del metge jueu», en què el doctor s'entrebanca accidentalment amb el cadàver del geperut, cau per les escales amb ell, i el troba mort, cosa que li fa creure que s'havia mort a causa de la caiguda. El metge llença el cadàver per una xemeneia, i això porta a un altre conte del cicle, que arriba fins a un total de dotze contes; al final, tothom qui està implicat en aquest incident es troba en un jutjat, i cadascú explica històries diferents sobre com havia mort el geperut. També hi ha elements de ficció detectivesca cap al final del «Conte d'Attaf» (vegeu Anticipació, més amunt).

### Terror
L'embruix es fa servir típicament en trames de ficció gòtica i de terror, així com en la moderna ficció paranormal. En la literatura, han aparegut llegendes sobre cases embruixades de fa molt de temps. En concret, en Les mil i una nits, el conte d'«Alí el cairota i la casa embruixada de Bagdad» tracta d'una casa encantada per jinns. També hi surten en moltes històries els monstres anomenats guls, i és gairebé segur la literatura que es conserva més antiga en què es mencionen. Un bon exemple és el conte «La història de Gherib i el seu germà Agib», en què Gherib, un príncep en desgràcia, lluita contra una família de guls afamats i finalment els esclavitza i els converteix a l'islam.
També es troben elements de terror en «La ciutat d'aram», que està centrada en una ciutat fantasma.
Una situació terrorífica semblant a la de Xahrazad ocorre en la novel·la Misery de Stephen King, en què el protagonista és forçat a escriure una novel·la per evitar que la seva segrestadora el torturi i el mati. També es nota la influència de Les mil i una nits en la ficció moderna de terror a l'obra de H. P. Lovecraft. De nen, el fascinaven les aventures que s'hi explicaven, i atribuïa algunes de les seves creacions al seu amor per aquesta obra.

### Ciència-ficció
Algunes històries de Les mil i una nits presenten elements primaris de ciència-ficció. Un exemple són «Les aventures de Bulukiya», en què la cerca per part del protagonista Bulukiya de la planta de la immortalitat el porta a explorar els mars, viatjar al jardí de l'Edèn i a Jahannam (l'equivalent de l'infern en el món islàmic), i a travessar el cosmos cap a mons diferents molt més grans que el seu, anticipant elements de ciència-ficció galàctica; pel camí, troba societats de djinns, sirenes, serps i arbres que parlen, i d'altres formes de vida. En «Abu al-Husn i la seva jove esclava Tawaddud», l'heroïna Tawaddud improvisa un discurs sobre astrologia, parlant de les mansions de la Lluna i els aspectes benvolents i sinistres dels planetes.

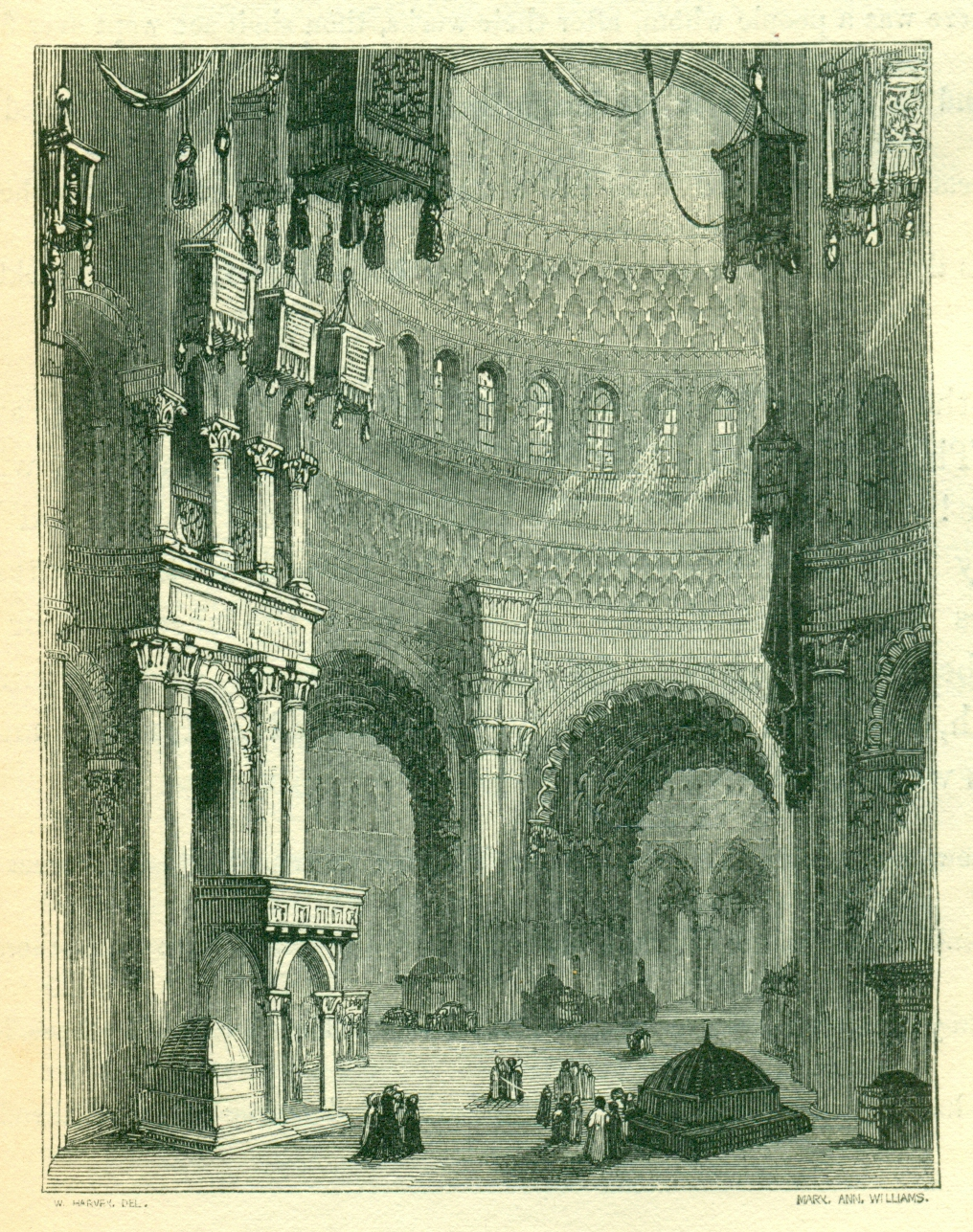
«La ciutat d'aram»: il·lustració de William Harvey (1841)

En un altre conte, «Abdullah el Pescador i Abdullah l'Home-sirena», el protagonista Abdullah el Pescador aconsegueix la capacitat de respirar sota l'aigua i descobreix una societat submarina que es descriu com una reflexió invertida de la societat terrestre, en el fet que la societat submarina segueix una forma de comunisme primitiu, en què conceptes com els diners i la roba no existeixen. Altres contes també descriuen societats d'amazones dominades per les dones, tecnologies antigues perdudes, civilitzacions antigues molt avançades que van caure, i catàstrofes que les van enfonsar. En «La ciutat d'aram», hi surt un grup de viatgers en una expedició arqueològica que travessa el Sàhara per trobar una ciutat perduda i intentar de recuperar un recipient d'aram que el rei Salomó havia utilitzat per a capturar un djinn i, pel camí, troben una reina momificada, habitants petrificats, robots humanoides i autòmats molt realistes, titelles seductors que ballen sense fils, i un robot d'aram que va dalt d'un cavall i els guia cap a la ciutat antiga, que ara ha esdevingut ciutat fantasma. «El cavall de banús» presenta un robot en forma de cavall mecànic volador, que es controla amb tecles i pot volar cap a l'espai exterior i cap al Sol. El cavall de banús del títol pot volar a la distància equivalent d'un any en un sol dia, i el fa servir el príncep de Pèrsia Qamar al-Aqmar en les seves aventures per tota Pèrsia, Aràbia i l'Imperi Romà d'Orient. Aquesta història sembla que va influir en contes europeus posteriors com les Cleomades d'Adenes Le Roi i «El pròleg i conte de l'escuder», dels Contes de Canterbury de Geoffrey Chaucer. «La ciutat d'aram» i «El cavall de banús» es poden considerar exemples primerencs de proto-ciència-ficció. En el «Tercer conte de Qalandar», també hi surt un robot en forma de barquer sobrenatural.

## Història

### Orígens

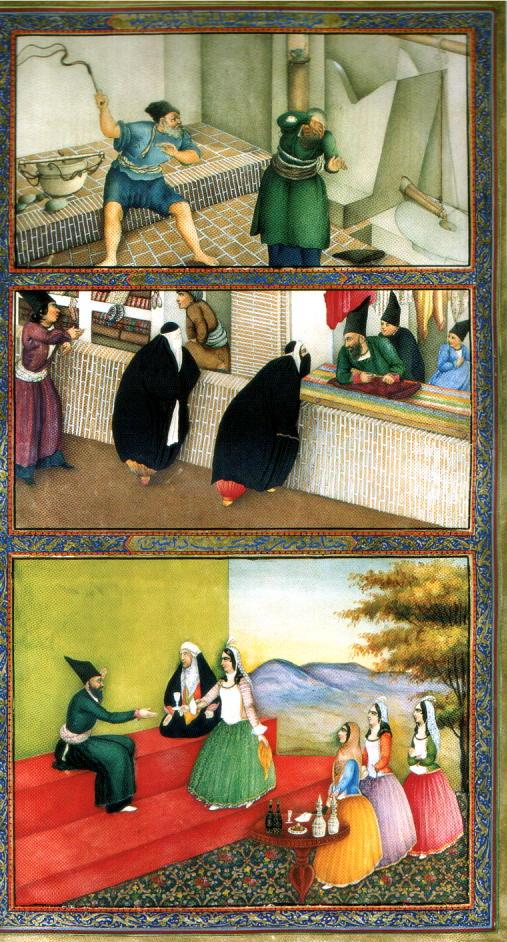
Il·lustració d'una edició persa moderna de les Nits per Sani ol Molk, Iran, 1853

El fragment conservat més antic de les Nits va ser descobert a mitjan segle xx, en un manuscrit àrab procedent de Síria i datat a principis del segle ix. Consta del títol Kitab fi-hi hadith alf layla ('llibre que conté la història de les mil nits') i la primera pàgina de la història marc, on ja apareixen els noms de Xahriar, Xahrazad i Dinazad. Els noms són clarament perses i apunten a un origen irànic, corroborat per les primeres notícies escrites sobre el llibre. Al segle x el polígraf àrab Ibn an-Nadim, al seu catàleg de llibres Kitab al-Fíhrist, diu que la rondallística àrab té el seu origen a la cort sassànida, i esmenta com a exemple de recull de contes perses el Hazar Afsaneh o «Mil contes»; tot seguit n'explica la història marc, que és exactament la de les Nits amb els seus personatges. Segons Ibn an-Nadim, el Hazar Afsaneh «es divideix en mil nits i consta de dues-centes històries, perquè normalment una història és explicada al llarg d'un cert nombre de nits». D'altra banda, «mil» és una manera proverbial de dir «multitud», de manera que és molt probable que no hagi existit mai una versió original amb exactament mil nits o històries, i que el nucli originari fos bastant petit. Al mateix segle, Al-Massudí també informa que la traducció del Hazar Afsaneh és anomenada Alf Khurafa ('mil contes') però també Alf layla ('mil nits'), i esmenta els noms dels personatges de la història marc. És interessant el detall que aquest recull, segons Al-Massudí, «és semblant al llibre de Sindbad», fent evident que tots dos llibres eren vistos com a semblants sense ser confosos. No és fins al segle xii que trobem un document en què un llibreter jueu del Caire presta el llibre amb el seu títol actual de Les mil i una nits.
Malgrat l'inqüestionable origen persa, no s'ha conservat cap manuscrit del Hazar Afsaneh, i totes les versions perses de les Nits són retraduccions d'edicions àrabs fetes a principis del segle xix. Més hipotètiques són les arrels índies de les Nits, tot i que la inspiració hindú de molts apòlegs i faules amb animals parlants, i el deute estructural amb el Panchatantra, són evidents. D'altra banda, el conte de l'ase, el bou i el pagès inserit a l'inici de la història marc de les Nits es retroba gairebé igual a la història marc de les Jatakes o contes sobre les vides prèvies de Buda.

### Apreciació
Ibn an-Nadim comenta: «val a dir que [el Hazar Afsaneh] és força dolent i mal redactat». Aquesta opinió reflecteix el baix prestigi que les Nits tenien per als erudits àrabs malgrat la fama que adquiririen després a Occident. De fet, encara avui no solen aparèixer a les històries de la literatura àrab. Al món musulmà medieval, la narrativa de ficció en general tenia un prestigi molt inferior a la poesia, i les rondalles en particular eren vistes com a entreteniment vulgar per a la plebs, especialment les que recorrien a elements fantàstics o incorrien en obscenitats com és el cas de bastants de les Nits. Segons Robert Irwin, «encara avui, amb l'excepció d'alguns escriptors i acadèmics, les Nits són vistes amb desdeny al món àrab. Hom critica regularment les seves històries com vulgars, improbables, infantils i, sobretot, mal escrites». En especial el seu contingut eròtic, i més encara l'homosexual, continua sent problemàtic per als lectors àrabs moderns; el crític sirià Iflah Umar al-Adalbi, per exemple, considera que en les Nits hi ha fragments que excedeixen tots els límits de la immoralitat i la perversió, i per tant, mereixen la censura sense miraments. Encara als anys 1980, a Egipte, per ordre d'un tribunal i sota pretext de preservar la moral pública, va tenir lloc la confiscació d'una edició de les Nits que va provocar una llarga polèmica a la premsa. Per aquestes raons, des dels inicis l'obra es va transmetre per via popular com a subliteratura, de manera que se n'han conservat poquíssims manuscrits anteriors al segle xvii. La llengua dels manuscrits, a més, correspon als dialectes populars de l'àrab en comptes de l'àrab literari, presenta elements propis de la tradició oral i manca de la retòrica i l'artificiositat típica de la literatura àrab culta, amb l'excepció dels fragments poètics intercalats. Tot i que les Nits no es transmetessin per tradició purament oral, és evident que els manuscrits es destinaven a la recitació pública més que no a la lectura privada.

### Evolució

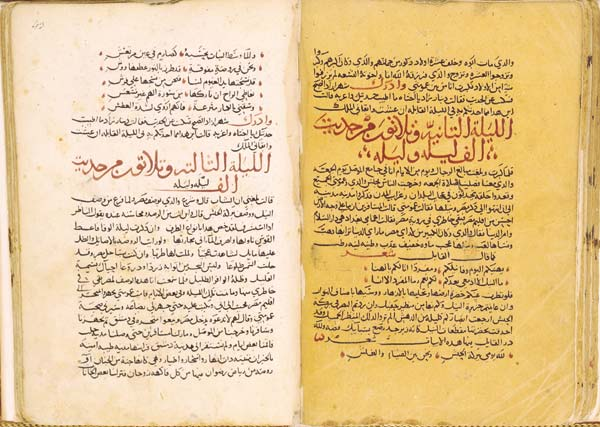
Dos fulls del Manuscrit Galland

Atès el seu estatus de subliteratura anònima, les Nits van ser des del principi una obra oberta i en constant evolució, que incorporava grups de contes d'èpoques diverses com les capes d'una ceba. Ja en el moment de la traducció al segle ix els contes d'origen persa o indi van ser islamitzats i arabitzats o substituïts per un grup de narracions centrades en personalitats recents com ara el califa Harun Ar-Raixid (m. 809), el seu visir Jàfar al-Barmaki (m. 803) i el poeta Abu Nuwàs (m. 813) encara que la història marc de Xahrazad se situés segles abans a la Pèrsia sassànida.
Encara que és dubtós que hi hagués mai una sola compilació en circulació en un determinat moment, el millor testimoni de l'estat d'aquesta tradició textual al final de l'edat mitjana és el Manuscrit Galland, un manuscrit en tres volums d'origen sirià i datat al segle xv, que es conserva a la Bibliothèque Nationale de París (MSS arabes 3609, 3610 & 3611). Es tracta del manuscrit extens més antic i conté 282 nits, tot i que està incomplet ja que s'interromp al mig del conte Kàmar Azzaman. Aquest manuscrit i els que en deriven conformen l'anomenada «recensió siriana» de les Nits.

### Difusió a Occident

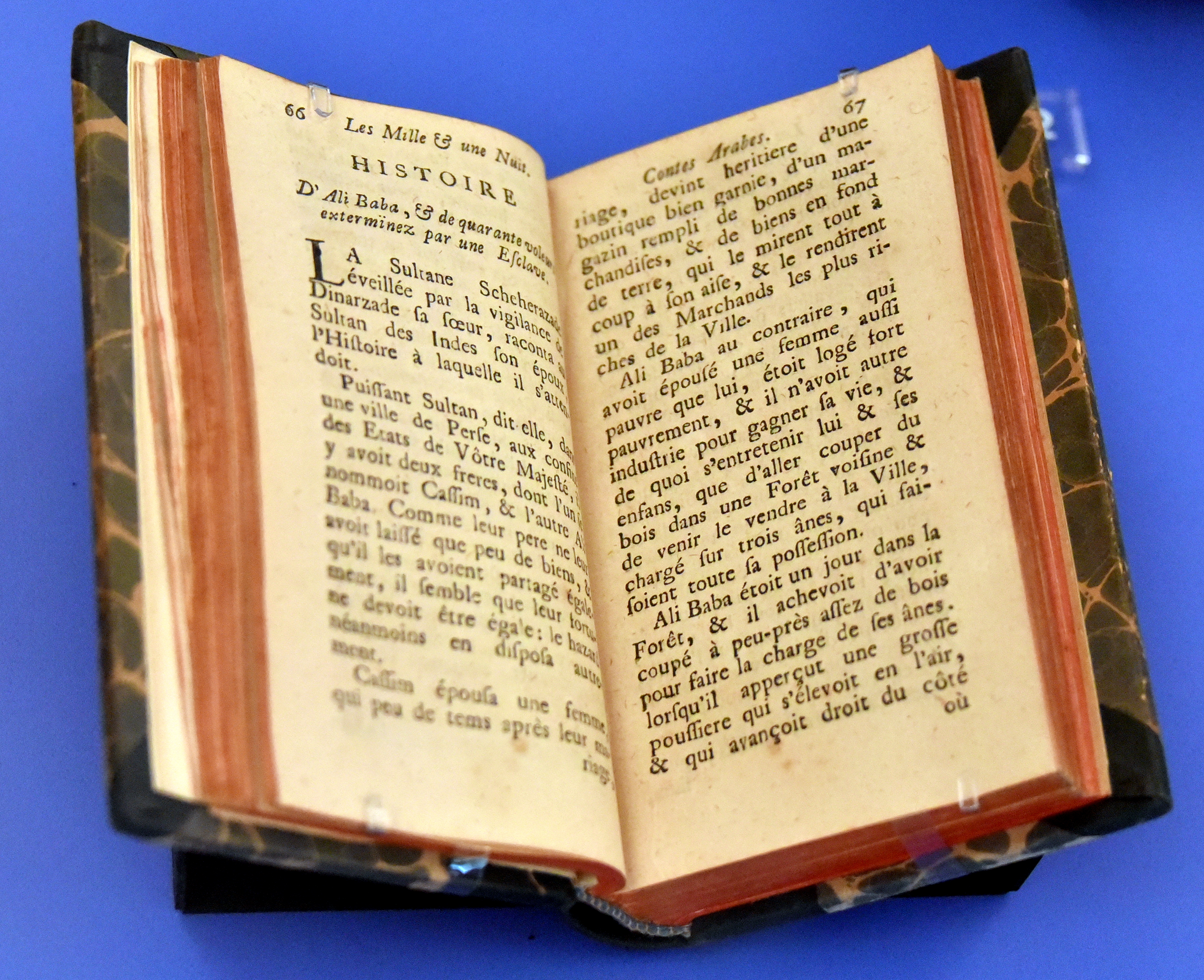
Les Mille et une Nuit, d'Antoine Galland, Vol. 11, 1730, París

És possible que a l'Europa medieval circulessin manuscrits i traduccions parcials de Les mil i una nits. Sembla que la faula de l'ase, el bou i el pagès que figura al pròleg va servir de model a Ramon Llull en el capítol VI del Llibre de les bèsties. També cal destacar els paral·lelismes del conte Kàmar Azzaman, fill del rei Zahmman amb molts detalls de la novel·la catalana anònima Història de Jacob Xalabín, i la semblança del conte Umar Annuman amb el Tirant lo Blanc i altres novel·les de cavalleries. Fora dels Països Catalans es troben temes de les Nits en obres com El conde Lucanor, Els contes de Canterbury i el Decameró.
Tanmateix, Europa no conegué l'existència d'aquest recull de contes fins que l'orientalista francès Antoine Galland va fer-ne la primera traducció, amb el títol Les mille et une nuits, contes arabes traduits en français. Galland va començar traduint el manuscrit que porta el seu nom i va editar els primers dos volums el 1704, però va decidir continuar-lo fins a assolir les 350 nits a base d'afegir-li la història de Sindbad el marí (que ell mateix havia traduït i publicat el 1701 a partir d'un manuscrit no relacionat amb les Nits) i també contes que li relatava el contacontes maronita sirià Antun Yusuf Hanna Diyab (resident a París el 1709). Va ser així com contes «orfes» o apòcrifs d'origen desconegut com Aladí i la llàntia meravellosa i Alí Babà i els quaranta lladres, que no consten en cap manuscrit àrab antic, van entrar en la literatura mundial, en francès i associats a les Nits. La versió de Galland, a més, era una adaptació al gust cortesà europeu que esporgava tot l'erotisme i la violència de l'original, presentant-lo gairebé com un recull de contes fantàstics per a infants. Així el llibre cavalcava la moda dels contes de fades iniciada per la baronessa d'Aulnoy i Charles Perrault, afegint-hi l'exotisme de les ubicacions orientals, de manera que va tenir un èxit ressonant a tot Europa fins al punt que la primera traducció de la versió de Galland (a l'anglès) aparegué ja el 1706, abans que se'n publiqués pòstumament el dotzè i darrer volum el 1717. També va ser traduïda a l'alemany (1712), l'italià (1722), l'holandès (1732), el rus (1763) i el polonès (1768). El gust per l'orientalisme encetat per Galland va inspirar la publicació d'altres col·leccions de contes orientals, com Les mille et un jours, contes persans, traduïts per Petis de la Croix i A. R. Lesage (1710-1712), o Les mille et un quarts d'heure, contes tartares, recopilats per T. S. Gueullette (1715-1753). També se'n van fer pastitxos i paròdies com ara Le sopha (1742) de Claude de Crébillon, Les bijoux indiscrets (1748) de Diderot, o Zadig (1748) de Voltaire. D'altres obres n'imitaven l'estructura, com Manuscrit trobat a Saragossa (1796) de Jan Potocki.

### Fixació
Els lectors europeus interpretaren el títol literalment i van començar una cacera de manuscrits àrabs a fi d'aconseguir una versió «original» amb exactament 1001 nits que completés la versió suposadament parcial de Galland. Els copistes àrabs intentaren satisfer aquesta demanda compilant vells manuscrits en versions més extenses. Segons l'orientalista Hermann Zotenberg, el primer estudiós de les Nits al segle xix, la majoria d'aquests manuscrits contenien un nucli comú amb el Manuscrit Galland, sempre inferior a tres-centes nits, al qual s'hi havien agregat noves històries en els segles posteriors. Molts d'aquests manuscrits incorporaven un grup de contes originaris de l'Egipte mameluc que esmenten persones dels segles xiii i xiv com ara el soldà Annàssir (m. 1341); aquests relats són de to realista i picaresc i retraten la vida dels malfactors de l'època. A més, els copistes també hi afegiren una capa final de contes d'origen molt divers, com ara faules d'origen indi, llegendes de l'Aràbia preislàmica, temes de l'antiga èpica mesopotàmica o de la literatura grega clàssica, narracions cavalleresques i reculls sencers de contes ja existents com ara el Sendebar o Llibre des set visirs. Poc abans del 1800, a Egipte, un equip anònim de redactors va compilar una versió particularment extensa en àrab egipci que Zotenberg anomenà «recensió egípcia moderna» i ara s'anomena ZER (Zotenberg's Egyptian Recension). Aquesta recensió, més del triple de llarga que la siriana, incloïa Sindbad el marí però excloïa els contes apòcrifs de Galland i, un cop adaptada a l'àrab clàssic, va esdevenir la base de les dues edicions modernes canòniques: Bulaq (1835) a càrrec del govern egipci, i Calcuta II (1839-1842) a càrrec de la Companyia Britànica de les Índies Orientals. Aquestes dues edicions, sobretot la primera, han esdevingut la versió impresa àrab més difosa als països àrabs i solen ser la base de les traduccions «completes» modernes a altres llengües.

### Traduccions
Les traduccions modernes de les Nits són innumerables i només se'n poden esmentar algunes. En el món anglosaxó la més notòria és la de l'explorador i orientalista Richard Francis Burton (1885-1889), que es va basar en Calcuta II però també va afegir-hi històries d'altres edicions i manuscrits fins a arribar a 417 històries (un rècord) i, de fet, va ser l'única traducció completa de Calcuta II en anglès fins al 2008; tanmateix, ha estat criticada pel focus obsessiu en l'erotisme i el llenguatge arcaic i extravagant.
D'entre les traduccions franceses posteriors a Galland, cal destacar la de Joseph Charles Mardrus (1898-1904), que ha estat lloada per la seva qualitat literària. Per a l'escriptor Jorge Luis Borges, aquesta traducció era «la més llegidora de totes», però ha estat durament atacada pels especialistes perquè, amb el pretext de basar-se en un nou manuscrit (que mai no va mostrar) va afegir moltes històries noves d'origen desconegut. Vicent Blasco Ibáñez va editar una traducció al castellà d'aquesta versió el 1916 a València.
En castellà, les primeres traduccions són fetes a partir de les traduccions de Galland (París: Librería de Rosa, 1838; Barcelona: Mayol, 1841) i Weil (Barcelona: Bergnes, 1841), amb nombroses reedicions posteriors. La primera traducció declarada com a directa de l'àrab, íntegra i literal és la de Rafael Cansinos Assens (1954-1955), que vol reunir les variants de Bulaq, Calcuta II i altres versions, tot i que, de fet, deu molt al text de Mardrus. De gran valor literari (Cansinos era un bon escriptor), n'ha estat criticat el fet que no fos un arabista i no hi apliqués un major rigor filològic per a esmentar les fonts de les parts que no provenen de les edicions canòniques. Poc més endavant, es van publicar les traduccions dels arabistes Joan Vernet (1964-1967 a Planeta) i la de Leonor Martínez i Juan A.G. Larraya (1965 a Vergara), tots ells professors de la Universitat de Barcelona. El 1998, Margarida Castells i Dolors Cinca, de la mateixa universitat, publicaren la traducció de la versió de Mahdi, el manuscrit més antic (s. xiv) conservat i que va servir de base a la traducció de Galland: Las mil y una noches: según el manuscrito más antiguo conocido (Barcelona: Destino). Finalment, el 2016, el professor de la Universidad de Málaga Salvador Peña en presentà una traducció completa, a partir de Bulaq, completada per Calcuta II, que guanyà el Premio Nacional de Traducción del Ministeri de Cultura.
En català, n'existeix una única edició íntegra i directa de l'àrab, en tres volums, traduïda a partir de l'edició Bulaq per Margarida Castells i Dolors Cinca: Les mil i una nits, Edicions Proa, 1999, ISBN 978-84-8256-180-6 / ISBN 84-8256-180-4. Aquesta edició inclou els contes apòcrifs de Galland en un apèndix i ha estat la base d'antologies posteriors.
L'escriptora Badia Hadj Nasser ha dedicat una part de la seva obra a investigar Les mil i una nits.

## Continguts
Els manuscrits de la recensió siriana comparteixen un nucli de contes en comú:
- El rei Xahriar i el seu germà, el rei Xah Zaman (història marc)
  - L'ase, el bou i el pagès
- El comerciant i el geni
  - El xeic i la gasela
  - Els tres germans
  - El xeic i la mula
- El pescador i el geni
  - El rei Iunan i el savi Ruian
    - El rei Sindbad i el falcó
    - El príncep i l'ogressa

  - El jove de pedra
- El camàlic, les noies i els vagabunds
  - Història del primer vagabund
  - Història del segon vagabund
  - Història del tercer vagabund
  - Història de la primera noia
  - Història de la segona noia
- Les tres pomes
  - El visir Nuraddín i el seu germà Xamsaddín
- El geperut, el sastre, el jueu, el cuiner i el cristià
  - Història del cristià
  - Història del cuiner
  - Història del jueu
  - Història del sastre
    - Història del barber
      - Història del primer germà
      - Història del segon germà
      - Història del tercer germà
      - Història del quart germà
      - Història del cinquè germà
      - Història del sisè germà
- Anís Aljalís i els dos visirs
- Història d'Alí ben Bakkar i de Xamsannahar

D'entre els molts contes afegits per la recensió egípcia destaquen:
- Història del rei Umar Annuman i dels seus fills, Xarkan i Daualmakan
- Història del rei, el seu fill, la concubina i els set visirs
- La ciutat d'aram
- El cavall de banús
- Història d'Abdal·lah ben Fàdil, governador de Bàssora, i els seus germans
- Història de Kàmar Azzaman, fill del rei Xahraman

Com s'ha dit abans, contes com Les aventures de Sindbad, Alí Babà i els quaranta lladres i Aladdín i la llàntia meravellosa no pertanyen a la tradició manuscrita de les Nits i sinó que van ser afegits per Antoine Galland i, en el cas dels dos últims, ni tan sols és clar que tinguin origen àrab.

### Traduccions al català
- La concubina del rei: els millors contes de «Les mil i una nits». Traducció: Dolors Cinca; Margarida Castells.  Barcelona: Proa, 1999 (Proa beta). ISBN 978-84-8256-700-6.
- Les mil i una nits. Traducció: Dolors Cinca; Margarida Castells.  Barcelona: Proa, 1995. ISBN 84-8256-180-4.
- Les mil i una nits. Antologia. Traducció: Margarida Castells.  Barcelona: Karwán, 2021. ISBN 978-84-124467-1-5.

### Estudis
- Hamori, Andras «An Allegory from the Arabian Nights: The City of Brass». Bulletin of the School of Oriental and African Studies. Cambridge University Press, 34, 1, 1971, pàg. 9-19.
- Heath, Peter «Reviewed work(s): Story-Telling Techniques in the Arabian Nights by David Pinault». International Journal of Middle East Studies. Cambridge University Press, 26, 2, maig 1994, pàg. 358-360.
- Irwin, Robert. The Arabian Nights: A Companion.  Tauris Parke Palang-faacks, 2003. ISBN 1860649831.
- Marzolph, Ulrich. The Arabian Nights Reader.  Wayne State University Press, 2006. ISBN 0814332595.
- Marzolph, Ulrich; Van Leeuwen, Richard; Wassouf, Hassan. The Arabian Nights Encyclopedia.  ABC-CLIO, 2004. ISBN 1576072045.
- Pinault, David. Story-telling Techniques in the Arabian Nights.  Leiden: Brill Publishers, 1992. ISBN 9004095306.
- Yamanaka, Yuriko; Nishio, Tetsuo. The Arabian Nights and Orientalism: Perspectives from East & West.  I.B. Tauris, 2006. ISBN 1850437688.